# (16810) Pavelaleksandrov
(16810) Pavelaleksandrov ist ein Asteroid des Hauptgürtels, der am 25. Oktober 1997 vom italo-amerikanischen Astronomen Paul G. Comba an seinem privaten Prescott-Observatorium (IAU-Code 684) südlich von Prescott entdeckt wurde.
Der Asteroid wurde am 9. Januar 2001 nach dem sowjetischen Mathematiker Pawel Sergejewitsch Alexandrow (1896–1982) benannt, dessen Hauptbeschäftigungsgebiet die Topologie war und der vor allem als Pionier der algebraischen Topologie bekannt wurde.